# Шрі Таммасокарадж
Шрі Таммасокарадж (тай. พระเจ้าศรีธรรมโศกราช; д/н — 1230) — магараджа Тамбралінги в 1207—1230 роках. Частоплутаютьз 1-м правителем держави Накхонситхаммарат, що носив схоже ім'я, оскільки напевне був його родичем.

## Життєпис
Походив з династіх Падмавамси. Син магараджи Тамбралінги, ім'я якого невідоме. Замолоду звався Ашока. 1207 року спадкував владу. Переніс столицю держави до м. Нагара Шрі Дгамараджа. Сприяв розширенню володінь на Малайському півострові на північ. Можливо одним з перших прийняв титул магараджи.
Активно підтримував розбудову столиці. Першим навернувся до буддизму, підтримуючи секту Ланкавонга. Разом зтим зберіг привілеї брагманів, запрошуючи нових з Індостану, яких призначав на провідні посади.
Він панував 23 роки. Помер1230року. Йому спадкував син Чандрабхану Шрідхамараджа.